# Obrazovni kapital
Obrazovni kapital odnosi se na obrazovna dobra koja se pretvaraju u robu kojom se zatim kupuje, prodaje, zadržava, trguje, troši i profitira u obrazovnom sustavu. Obrazovni kapital može se koristiti za stvaranje ili reprodukciju nejednakosti, a također može poslužiti i kao mehanizam izjednačavanja koji potiče društvenu pravdu i jednake mogućnosti. Obrazovni kapital bio je u središtu proučavanja ekonomske antropologije, koja pruža okvir za razumijevanje obrazovnog kapitala u svom nastojanju da razumije ljudsko ekonomsko ponašanje koristeći alate ekonomije i antropologije.

## Kulturni i obrazovni kapital
Pojam obrazovnog kapitala koncept je koji proširuje teorijske ideje francuskog sociologa i antropologa Pierrea Bourdieua koji je kapital podijelio na društveni kapital, kulturni kapital i simbolički kapital. Pierre Bourdieu i Basil Bernstein istraživali su kako se na kulturni kapital dominantnih klasa kroz povijest gledalo kao na "najlegitimnije znanje". Način na koji škole odabiru sadržaj i organizaciju kurikuluma i nastavne prakse povezuje školsko znanje s dinamikom klase, spola i rase kako izvan tako i unutar naših obrazovnih institucija.
Iako je Bourdieu otišao u detalje u njegovom govoru o društvenom, kulturnom i simboličkom kapitalu, ne razmatra važnost obrazovnog kapitala. Bourdieu ipak spominje akademski kapital: Društvena kritika prosudbe ukusa.
Arjun Appaduraiovo istraživanje znanja i robae te pitanja ekskluzivnosti i autentičnosti također je relevantno za raspravu o kulturnom i obrazovnom kapitalu. U The Social Life of Things: Commodities in Cultural Perspective, Appadurai sugerira da "...roba predstavlja vrlo složeni društveni oblik i distribuciju znanja.":41

## Ekonomske teorije i modeli praksi obrazovnog kapitala

### Ritualna ekonomija u obrazovanju
U svom članku "Darivanje djece: Ritualna ekonomija društvene škole," Rhoda Halperin istražuje prakse urbane društvene škole kroz perspektivu ritualne ekonomije. McAnany i Wells definiraju ritualnu ekonomiju kao "proces opskrbe i konzumiranja koji materijalizira i potkrepljuje svjetonazor za upravljanje značenjem i oblikovanjem interpretacije." McAnany i Wells primjećuju da su ritual i ekonomija povezani, ali se ne mogu svesti jedno na drugo i predlažu tri kritična područja istraživanja: 1) ekonomska praksa (opskrba i potrošnja); 2) rezultirajući elementi prakse (materijalizacija i potkrepljivanje); i 3) važnu društvenu ulogu obredne prakse u zatamnjenju značenja i konturiranju tumačenja životnih iskustava.
Halperin ukrštanje ritualne ekonomije i ritualnog srodstva u društvenoj školi naziva "darivanjem djece". Primarni entitet koji se proizvodi, stječe i konzumira je javna škola (neprofitna korporacija) koja se sastoji od zgrade i zbirke obrazovnih praksi i programa. Darivanje djece podrazumijeva "složen skup moralno vođenih (i ritualiziranih) neformalnih, međugeneracijskih ekonomskih praksi: modeliranje strategija preživljavanja kombiniranjem rada u formalnoj ekonomiji za plaću s neformalnim radom na povremenim poslovima... osiguravanje stvarnih resursa poput hrane, ponekad i stanovanja, odjeću i školski pribor."(251)

### Obredno srodstvo i praktično srodstvo u obrazovanju
Odnosi slični ritualima i praksi mogu igrati ključnu ulogu u obrazovanju. Istraživanja su pokazala da se u mnogim siromašnim zajednicama od kumova ili necrkvenih kumova očekuje pomoć u školovanju djece. Volonteri zajednice služe kao necrkveni kumovi kako bi pomogli ispuniti potrebe djece koje roditelji ne mogu zadovoljiti: školski pribor, odjeća, hrana, kao i savjetovanje, vrijeme, privrženost, povjerenje i "...inputi resursa za budućnost dobrobit djece i za njihovo odgovorno građanstvo." Halperin sugerira da ritualni rođaci "materijaliziraju stvari drugačije od drugih srodnika, bioloških i fiktivnih...oni su velikodušni (često iznad svojih mogućnosti)...i velikodušni su s vremenom." U okruženju školske zajednice, Halperin promatra mnoge različite oblike praktičnog (fiktivnog) srodstva koji su posebno ritualizirani (tj. posvajanje, udomiteljstvo djeteta (privremeno i trajno) i razni drugi oblici nebiološkog ili izvanbiološkog srodstva. U Logici prakse, Bourdieu opisuje koncept praktičnog srodstva.

### Ekonomija darivanja u obrazovanju
U svojoj knjizi The Gift: The Form and Reason for Exchange in Archaic Societies, Marcel Mauss ispituje prirodu razmjene darova i ekonomije darivanja. Mauss opisuje sustav ukupnih usluga u kojima sudjeluju pacifička i sjevernoamerička plemena gdje je ekonomska transakcija samo jedna komponenta, napominjući da se odvijaju i druge radnje kao što su "činovi pristojnosti: banketi, rituali, vojne službe, žene, djeca, plesovi, festivali, sajmovi":5 Mauss je razvio teoriju triju obveza: 
1) obveza uzvrata primljenih darova;
2) obveza davanja;
3) obveza primanja darova.
Mauss tvrdi da je "odbiti dati, propustiti pozvati, baš kao i odbiti prihvatiti, jednako objavi rata; to je odbaciti vezu savezništva i zajedništva.":13
Ekonomije darivanja također se odvijaju u obrazovnim okruženjima. U nekim školama zajednica osigurava školski pribor školskoj djeci putem darova, "Roditelji modeliraju darivanje za svoju djecu koja zauzvrat prenose praksu darivanja na sljedeću generaciju. Mogli bismo nagađati da će sve gori uvjeti kasnog kapitalizma stvoriti sve veću potražnju za darovima. Za razliku od rituala darivanja u prošlosti koji su bili osmišljeni da ojačaju moć elite, rituali u školi služe kao "...mehanizmi izjednačavanja s labavim očekivanjima reciprociteta u različitim oblicima i u mnogo kasnije u životu" (258) Jedina stvar koju starješine zajednice očekuju zauzvrat od djece je da se ona jednom u životu "vrate" zajednici. Umjesto društvene nejednakosti i hijerarhije, namjeravani ishod ekonomije darivanja u školi u zajednici je socijalna pravda i jednake mogućnosti.
U školskom okruženju darivanje se također promatra kao strategija ulaganja:... investiranje u djecu, zajednicu, na neki način, u svijet. Ako su djeca produkti kulture i ako je kultura, u ovome slučaju, kultura radničke klase reproducirana i pojačana, darivanje postaje od esencijalne važnosti i bit će nastavljeno. 
Škole se također mogu uključiti u darivanje javnosti pružajući djeci izglede za produktivan život i držeći ih podalje od zatvora. Darovanje također podrazumjeva žrtvu volontera i osnivača škola koji žrtvuju vrijeme, obitelj i zdravlje za zajednicu, djecu, obrazovanje i očuvanje nasljedstva.Darivanje djece je puno više od milostinje jer osigurava mogućnosti djece da to uzvrate zajednici.

## Primjeri

### Lokalno znanje
Literatura iz antropologije sugerira da lokalno znanje može igrati ključnu ulogu u uspjehu škola održavanjem sudjelovanja zajednice u obrazovanju. Glavni cilj društvenih škola je proizvesti građane koji su vješti kroz kurikulum u kojem lokalno znanje ima jednako mjesto kao i akreditirano znanje, čime se "stvara ravnoteža između škole i zajednice".:261 Talijanski filozof Antonio Gramsci vjerovao je da su svi ljudi "organski intelektualci", drugim riječima, biti intelektualac nije rezervirano samo za elitu ili više klase. Gramsci je naglasio važnost toga što su intelektualci dio svakodnevnog života. Prema Gramscijevom mišljenju, intelekt se ne temelji samo na akademskom znanju, “...način postojanja novog intelektualca ne može se više sastojati od elokvencije...već od aktivnog sudjelovanja u praktičnom životu, kao konstruktor, organizator, 'trajni uvjerivač' a ne samo jednostavan oratore…”.:10 Gramsci nadalje tvrdi da bi svrha obrazovanja trebala biti "stvoriti jednu vrstu formativne škole (osnovne-srednje) koja bi dijete odvela do praga njegovog izbora posla, formirajući ga tijekom tog vremena kao osobu sposobnu razmišljati, proučavanje i vladanje - ili kontroliranje onih koji vladaju.":40 Gramsci tvrdi da je za uspjeh škola ključno da učenici aktivno sudjeluju u vlastitom učenju, a kako bi se to dogodilo, škola se mora povezati sa svakodnevnim životom. Halperin sugerira da se djeca mogu ponašati kao organski intelektualci kada školski upravitelji iskoriste želje i osobne podatke djece kako bi utjecali na strukturu moći i informirali je: “Kad god je postojala prilika, djeca su citirana, bilo da se radilo o udvaranju kandidata tijekom razgovor za posao ili uvjeriti člana školskog odbora da je škola doista potrebna” (258).
Halperin povezuje neformalne učitelje u školi s Gramscijevim idejama o ulozi organskog intelektualca, “Križanje rodbinskog rada i plaćenog rada brišu razlike između posla i obitelji u školi i zajednici općenito…. Zapošljavanje rodbine zajednice, osiguranje stabilnosti posla i očuvanje mira također su prioriteti. Sve te prakse su oblici otpora kapitalizmu, globalizaciji i nekoliko oblika hegemonije uključujući, ali ne ograničavajući se na formalne školske strukture i konvencionalne disciplinske prakse” (252). Gramsci pomaže u povezivanju teorije s praksom, svojim stvaranjem intelektualaca radničke klase koji aktivno sudjeluju u praktičnom životu, koji pomažu u razvoju protuhegemonije koja bi potkopala postojeće društvene odnose.
U The Essential Foucault: Selections from Essential Works of Foucault, Michel Foucault također nudi alternative i nove tečajeve za aktivne učenike u obrazovanju u svojoj raspravi o preoblikovanju sebe, “… čak i za roba ili za ludu osobu, u situacijama gdje su modeli vlastitog "ja" nametnuti izvana, potrebno je određeno samooblikovanje...a svako stvaranje odnosa sa samim sobom proizlazi iz, i povlači za sobom, oblikovanje nečijih odnosa prema drugima – bili oni nadređeni, učenici, svoje kolege…” (xxi) Ova je ideja slična Jean-Jacques Rousseauovom shvaćanju djeteta kao “aktivnog” učenika i također savjesnosti Paula Freirea . Američki antropolog Clifford Geertz također postavlja važnost lokalnog znanja i zdravog razuma ljudi uključenih u svakodnevni život:
Prethodna literatura sugerira da bi školske orijentacije i profesionalni razvoj pod vodstvom vođa zajednice i stanovnika koji podučavaju učitelje o nasljeđu zajednice mogli dovesti do uspješnijeg obrazovnog iskustva i ishoda za djecu i zajednicu. Važan cilj očuvanja baštine je pomoći ljudima u zajednici da razviju kolektivni identitet. David Lowenthal sugerira da je “sjećanje na prošlost ključno za naš osjećaj identiteta… znati što smo bili potvrđuje da jesmo” (str. 197). Good and Good raspravljaju o važnosti sjećanja, sugerirajući da “…načini uokvirivanja onoga što je skriveno ili neizgovoreno… sugeriraju važnost sve većeg broja pisanja o sjećanju, traumatičnom sjećanju i politici sjećanja te metoda usmjerenih na promatranje ili vraćanje ostataka nasilja ili traumatičnih povijesnih događaja” (2008:15). U suočavanju s prošlošću važno je da ne zaboravimo mlade u zajednici koji su budućnost zajednice. Oni su dionici kao i odrasli, i oni također trebaju glas. Makagon i Neuman sugeriraju da se narativno područje može proširiti putem građanskih pripovjedača koji „…mogu biti bilo tko tko želi stvoriti dokumentarac o povijesnom ili suvremenom životu… koncept se temelji na ideji demokratizacije sredstava zastupanja interesa, pitanja, iskustva i brige ljudi koji nemaju pristup medijima, ali imaju priče koje žele ispričati”(55). Suočavanje s prošlošću ključno je i za starije, ali i za mlade i njegov utjecaj na njihov razvojni identitet.

### Akreditirano znanje
Za razliku od lokalnog znanja, "akreditirano znanje" je znanje za koje je utvrđeno da je "legitimno". Drugim riječima, akreditirano znanje je ono koje se smatra primjerenim da se primjenjuje za učenje u javnim (i privatnim) školskim kurikulumima. To je znanje koje sankcioniraju lokalne, državne i federalne vlasti. To je također znanje koje disciplinira određenu organizaciju (npr. Nacionalno vijeće nastavnika matematike ; Međunarodno čitateljsko društvo ; Vijeće za izuzetnu djecu) zagovaraju kao bitno za svoju konkretnu akademsku disciplinu. Nastavne planove i programe u K-12 školama vode i nacionalni i državni kreatori politike, uključujući privatne tvrtke koje objavljuju školske udžbenike, programe i materijale. Često je lokalno znanje kao što je prethodno opisano minimizirano ili uopće nije uključeno.

## Mjerenje obrazovnog kapitala
U nedavnom dobu Zakona o nijednom izostavljenom djetetu (NCLB), obrazovni kapital na nacionalnoj, državnoj i lokalnoj razini mjeren je testovima s visokim ulozima koji su odredili obrazovnu učinkovitost pojedinih država, školskih okruga, škola i učitelji. Ishodi učenja učenika također su ocjenjivani ovim standardiziranim procjenama koje se provode jednom godišnje, često određujući jesu li postigli odgovarajuću razinu razvoja iz jedne godine u drugu. Djeca se mogu prenijeti u sljedeći razred ili zadržati na temelju njihovog uspjeha na ovim procjenama. Među konzervativnim političarima i nekim poduzećima raste mišljenje da je svrha javnog obrazovanja pružiti privatnom sektoru pojedince koji su osposobljeni za obavljanje svih potrebnih poslova. U tu svrhu, naglasak na obuci specifičnoj za posao ili karijeru počeo je prodirati u retoriku s obzirom na obrazovnu politiku.
Nedavna reforma u javnom K-12 je javna potpora Charter školama . Čarter škole bi trebale biti alternativa javnim školama tako da učenicima pružaju inovativne nastavne planove i programe i obrazovnog iskustva. Otkako su državna zakonodavna tijela 1990-ih počela donositi zakone o čarter školama, osnovano je gotovo 3000 novih škola. Neke od tih škola financiraju određene tvrtke, korporacije ili pojedinačni dobročinitelji koji zastupaju posebne ideale ili ciljeve za obrazovanje djece i mladih. Zakon školama dopušta da "... rade neovisno o tradicionalnom javnom školskom sustavu i prilagode svoje programe potrebama zajednice." Iako sve čarter škole nisu iznimno inovativne i neke škole rade slično tradicionalnim javnim školama, kreatori politike, roditelji i edukatori gledaju na čartere kao na način povećanja obrazovnog izbora i inovacija unutar javnog školskog sustava.